# Radwanków Szlachecki
Radwanków Szlachecki – wieś sołecka w Polsce w województwie mazowieckim, w powiecie otwockim, w gminie Sobienie-Jeziory. Leży na prawym brzegu Wisły. Przez miejscowość przebiega droga wojewódzka nr 801.
Wierni Kościoła rzymskokatolickiego należą do parafii św. Jana Chrzciciela w Warszawicach.
W latach 1975–1998 miejscowość administracyjnie należała do województwa siedleckiego.

## Nazwa wsi
Nazwa pochodzi od imienia Radowan

## Części wsi
| SIMC    | Nazwa             | Rodzaj    |
| ------- | ----------------- | --------- |
| 0687818 | Kępa Radwankowska | część wsi |

## Historia
W 1417 r. była tu parafia. W 1476 r. wieś notowana jako Redwankowo, w 1798 Radwanków Poświętny. W 1669 r. wchodziła w skład dóbr starostwa grodowego czerskiego. Na początku XVIII w. wieś częściowo zniszczona przez wezbrane wody Wisły - kościół i cmentarz zostały pochłonięte przez nurt rzeki. Wobec powstałych strat Franciszek Bieliński, marszałek wielki koronny przeniósł parafię na bezpieczną odległość od rzeki - do sąsiednich Warszawic.
Nocą 8/9 września 1939 r. próba sforsowania Wisły przez niemiecką 1 dywizję pancerną, udaremniona przez pododdziały WP. W sierpniu 1944 r. krwawy bój o wyspę Kępę Radwankowską stoczony przez żołnierzy I Armii WP.

## Mieszkańcy
Nazwiska rodzin mieszkających tutaj od wielu pokoleń:
Bukat, Dąbrowski, Jaworski, Kabala, Kordas, Krawczyk, Kurzęba, Michalak, Osuchowski.